# اتحاد جورچن‌ها
اتحاد جورچن‌ها مجموعه‌ای از رویدادهای سیاسی در اواخر قرن شانزدهم و اوایل قرن هفدهم بود که منجر به اتحاد قبایل جورچن تحت رهبری نورهاچی، فرمانده جورچن‌های جیانژو شد. اگرچه نورهاچی در اصل دست‌نشانده دودمان مینگ بود و خود را نماینده محلی قدرت امپراتوری مینگ می‌دانست،  اما به دلیل درگیری مینگ در وقایع اوایل زندگی‌اش که منجر به مرگ پدر و پدربزرگش شد و همچنین جاه‌طلبی فزاینده خودش، رابطه‌ای تا حدودی خصمانه با مینگ داشت.
از سال ۱۵۸۳ تا اوایل دهه ۱۶۰۰، نورهاچی مجموعه‌ای از لشکرکشی‌های نظامی را رهبری کرد که منجر به اتحاد اکثر قبایل جورچن شد. در سال ۱۶۱۶، نورهاچی سلسله جین پسین را تأسیس کرد و به عنوان خان بنیان‌گذار آن حاکم آن شد، سپس در سال ۱۶۱۸ با هفت شکایت از سلطه مینگ بیزاری جست. پس از مرگ او در سال ۱۶۲۶، پسرش هونگ تایجی نهایتاً با تغییر نام دودمان به چینگ و سپس با تغییر نام قومیت‌های جورچن، آنها را تحت عنوان منچو‌ها به اتحاد واقعی رساند.